# Karen Hultzer
Karen Hultzer, född 16 september 1965 i Kapstaden, Sydafrika, är en sydafrikansk bågskytt som tävlade för Sydafrika i olympiska sommarspelen 2012.